# 오가와 마나
오가와 마나(일본어: 小川真奈, 1993년 7월 2일 ~ )는 사이타마현 출신이자, 일본의 탤런트, 가수, 성우이다. NICE GIRL 프로젝트! 소속의 아이돌 그룹인 캬나리클럽의 멤버. 스페이스 크래프트 엔터테인먼트 소속.

## 약력
- 초등학교 1학년, 어머니가 모델 사무소에 들어갈 수 있어 준 것이 데뷔의 계기.
- 초등학교 5학년, 드라마「무지개의 저쪽」에서 드라마 데뷔.
- 2006년 3월, 애니메이션「사사미☆마법 소녀 클럽」의 메인 캐스트 5명에 의한 유닛「Magical Sweets」에 참가.
- 2007년 3월 3일,「캬나리클럽」의 멤버로서 인디즈 데뷔, 후에 메이저 데뷔.
- 2008년 11월 19일, 싱글「スッピンロック」에서 솔로 메이저 데뷔.
- 2009년 4월, 애니메이션「완소! 퍼펙트 반장」의 NICE GIRL 프로젝트! 출연의 유닛「MM학원 합창부」에 참가.
- 2009년 10월 21일, 애니메이션「완소! 퍼펙트 반장」주인공 키타가미 미미로서 첫 싱글「大好きになれっ!」를 발매.
- 2009년, NICE GIRL 프로젝트!의 치어리더 팀「Princess Chatters」에 참가.

## 음악

### 싱글
오가와 마나
1. スッピンロック (2008년 11월 19일, 애니메이션「핫코」오프닝 테마)

키타가미 미미 with MM학원 합창부
1. 大好きになれっ! (2009년 10월 21일, 애니메이션「완소! 퍼펙트 반장」두 번째 오프닝 테마)
2. 元気になれっ! (2010년 1월 20일, 애니메이션「완소! 퍼펙트 반장」네 번째 엔딩 테마 → 세 번째 오프닝 테마)
3. 君が主役さっ! (2010년 6월 16일, 애니메이션「완소! 퍼펙트 반장」네 번째 오프닝 테마)
4. めちゃモテたいっ! (2010년 8월 18일, 애니메이션「완소! 퍼펙트 반장」다섯 번째 엔딩 테마)
5. おしゃれ マイドリーム/エレガントガール (2010년 10월 13일, 애니메이션「완소! 퍼펙트 반장」다섯 번째 오프닝 테마)※ 히무로 이부 (CV 스가야 리사코/Berryz코보)와의 양 A면 싱글.

### 앨범
오가와 마나
1. ①ティーネイジブルース (2010년 7월 21일)

키타가미 미미
1. めちゃヒット曲集① (2010년 3월 3일)
2. めちゃヒット曲集② (2011년 1월 12일)

※키타가미 미미 외 MM학원 합창부, MM3, 히무로 이부의 곡에 수록.

### 앨범 수록곡
1. Sweet MAGIC (2006년 6월 21일, 애니메이션「사사미☆마법 소녀 클럽」오프닝 테마, 사사미☆마법 소녀 클럽 ~스쿨 데이즈~ 사운드&드라마/Magical Sweets에 수록)
2. キラキラデイズ (2006년 6월 21일, 애니메이션「사사미☆마법 소녀 클럽」엔딩 테마, 사사미☆마법 소녀 클럽 ~스쿨 데이즈~ 사운드&드라마/Magical Sweets에 수록)
3. 同級生 〜押さえきれない夏の恋〜 (2007년 10월 17일, 캬나리클럽 앨범「①かなりキャナァーリ」에 수록)
4. Lonely Moon (2008년 7월 16일, 캬나리클럽 싱글「瞳がキラキララ」C/W에 수록)
5. MAP〜未来の地図 (영화「COACH」엔딩 테마,「COACH 사운드 트랙 CD」에 수록)
6. I Feel Fine! (2011년 8월 24일,「모두의 리듬 천국 전곡집」에 수록)
7. プレイボール (2012년 3월 21일, THE 폿시보 & 오가와 마나의 명의로 미카게 마사히데 with 라즈라이크에어와의 싱글「プレイボール」에 수록)

### 착신곡
COCOCREW feat.오가와 마나
1. COCOLULU SONG (2010년 5월 8일, 어패럴 브랜드「COCOLULU」테마송)

## 출연 작품

### 버라이어티
- 오하스타 (2009년 5월 19일 ~ 2011년 4월 1일, 테레비도쿄) -「완소! 퍼펙트 반장」의 주인공 키타가미 미미로서 출연.

### 텔레비전 드라마
- 무지개의 저쪽 (2004년, TBS · 마이니치방송) - 타시로 아카네 역 (소녀 시대)
- 라스트 프레젠토 (2005년 6월 21일, TV 아사히) - 칸자키 타에코 역 (유년시절)
- 히트 메이커 아쿠 유 이야기 (2008년 8월 1일, 니혼TV) - 헨미 마리의 흉내를 하는 예선 도전자 역

### 영화
- 가킨쵸★ROCK (2003년)

### 텔레비전 애니메이션
- 사사미☆마법 소녀 클럽 (2006년) - 이와쿠라 사사미 역
- 핫코 (2008년) - 니카이도 히츠키 역, 나레이션
- 완소! 퍼펙트 반장 / 완소! 퍼펙트 반장 Second Collection (2009년 ~ 2011년) - 키타가미 미미 역

### 라디오
- 오가와 마나의 라지오티네이지브르스 (2010년 4월 2일 ~ 9월 24일, JFN 계열)
- 초! A&G뮤직+프리미엄 완소! 퍼펙트 반장 스페셜 (2010년 10월 16일 ~ 12월 18일, 초! A&G+)[1]

### DVD
- なままな (2009년 9월 20일, 라인 커뮤니케이션)
- なままなゴールド (2009년 12월 23일, 채문관)

### 사진집
- 1st 사진집「なままな」(2009년 7월 15일, 채문관)

### 게임
- 핫코 일체나 사건부! (니카이도 히츠키)
- 완소! 퍼펙트 반장 걸즈 인기있어 강 BOX (키타가미 미미)
- 완소! 퍼펙트 반장 MM타운에서 미라클 체인지! (키타가미 미미)

### CM
2004년
- 센쥬우제약 -「뉴마이티아이지 S」
- 이온 -「백 토우 스쿨」
- PIZZA-LA -「진실의 맛」
- 반다이 -「겨울의 캐릭터 달러 시리즈」

2005년
- 반다이 -「리스트 왕개」시리즈,「리스트 왕개원더풀!」,「왕개백」

2008년
- 하우스식품 -「프루 최·핸디」

### Web
- 오가와 마나 인터뷰 (2009년 10월 9일, 못테코 서점 보관됨 2011-08-16 - 웨이백 머신)
- 아오야마 원세그 개발 (2010년 7월, NHK 원세그 2)

### 이미지 모델
- COCOLULU (2010년 4월 ~ )

### 그 외
- 일본 가스 협회의 신문 광고
- 패션 플라자「파시오스」의 광고지 사진